# NGC 1483
NGC 1483 este o galaxie spirală barată situată în constelația Orologiul. A fost descoperită în 2 septembrie 1826 de către James Dunlop. Se află la o distanță de 14,86 megaparseci de Pământ.